# Lomandra sororia
Lomandra sororia là một loài thực vật có hoa trong họ Măng tây. Loài này được (F.Muell. ex Benth.) Ewart mô tả khoa học đầu tiên năm 1916.